# 레오니트 가이다이

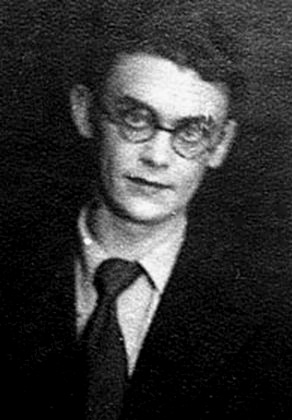

레오니트 가이다이(러시아어: Леонид Иович Гайдай, 1923년 1월 30일 ~ 1993년 11월 19일)는 러시아의 코미디 영화 감독이다. 소련에서 대중적인 인기를 누렸다. 그의 영화들은 극장 관중 기록을 깼으며 그 중 일부는 러시아에서 가장 많이 판매되는 DVD 중 일부이기도 했다. 소련 코미디의 왕으로 불리고 있다.

## 참여 작품
- 다이아몬드 팔